# Cylindropuntia abyssi
Cylindropuntia abyssi ist eine Pflanzenart aus der Gattung Cylindropuntia in der Familie der Kakteengewächse (Cactaceae). Das Artepitheton abyssi stammt aus dem Lateinischen, bedeutet ‚Abgrund‘ und verweist auf das Vorkommen der Art in einem Canyon in der Nähe des Grand Canyon.

## Beschreibung
Cylindropuntia abyssi wächst strauchig, ist offen verzweigt und erreicht Wuchshöhen von bis zu 1 Meter. Auf den mehr oder weniger leicht abtrennbaren, 8 bis 14 Zentimeter lang und 1,8 bis 2,5 Zentimeter im Durchmesser messenden Triebabschnitten befinden sich vorstehende breite Höcker. Die elliptischen weißen bis grauen Areolen tragen hellgelbe bis zu 1,5 Millimeter lange Glochiden, die in kleinen unauffälligen Büscheln zusammenstehen. Die zehn bis 15 in pinselartigen Büscheln angeordneten Dornen sind weiß bis gelblich lohfarben und vergrauen im Alter. Sie sind biegbar und ihre Papierhüllen sind silbrig weiß. Die im Querschnitt basal runden bis abgeflachten oberen Dornen sind aufrecht, spreizend und 1,8 bis 3,2 Zentimeter lang. Die aufrechten bis absteigenden unteren Dornen sind rückwärts gebogen, abgeflacht, manchmal verdreht und 2,3 bis 3,8 Zentimeter lang.
Die hellgelben bis grünlich gelben Blüten erreichen Längen von 1,5 bis 2 Zentimeter. Die trockenen grünen Früchte werden trübgelb. Sie sind 1,4 bis 1,7 Zentimeter lang und weisen Durchmesser von 1,5 bis 1,8 Zentimeter auf. Sie tragen bis zu zwei kurze Dornen.

## Verbreitung, Systematik und Gefährdung
Cylindropuntia abyssi ist in den Vereinigten Staaten im Nordwesten des Bundesstaates Arizona im Mohave County in Höhenlagen von 500 bis 950 Metern verbreitet.
Die Erstbeschreibung als Opuntia abyssi von John Pinckney Hester wurde 1943 veröffentlicht. Curt Backeberg stellte die Art 1958 in die Gattung Cylindropuntia. Ein weiteres nomenklatorisches Synonym ist Grusonia abyssi (Hester) G.D.Rowley (2006).
Möglicherweise ist diese Art eine Naturhybride, bei dem ein Elternteil Cylindropuntia bigelovii ist.
In der Roten Liste gefährdeter Arten der IUCN wird die Art als „Least Concern (LC)“, d. h. als nicht gefährdet geführt. Die Entwicklung der Populationen wird als stabil angesehen.

## Nachweise